# Jedes Jahr im Juni
Jedes Jahr im Juni ist ein deutscher Fernsehfilm des Regisseurs Markus O. Rosenmüller, der am 9. August 2013 auf Arte erstausgestrahlt wurde.

## Handlung
Wie bereits einige Male zuvor fährt die 26-jährige Verlagsangestellte Elke aus Coburg/Westdeutschland auch im Juni 1971 für ein Wochenende zu ihrem Schwager Helmut in die DDR, um persönlich Geschenke abzugeben, sowie Material, das in der DDR nicht zu bekommen ist, er und seine Frau Juliane aber für den Ausbau ihres Hauses benötigen. Elkes Mann Jürgen hatte diese Dinge zwar für seinen Bruder besorgt, seine Ablehnung der DDR und die damit verbundene Weigerung, DDR-Gebiet zu betreten, wiegen für ihn aber schwerer als der Wunsch, seinen Bruder zu besuchen. Elke lernt bei diesem Besuch auch Julianes Bruder Frank kennen, sowie dessen Freund, den Tischler Gregor, die gerade bei den Arbeiten am Haus helfen. Gregor ist ganz offensichtlich sehr angetan von Elke, sucht immer wieder Kontakt zu ihr und verabschiedet sich von ihr mit der überraschenden Bemerkung, dass sie sich nächstes Jahr im Juni wiedersehen würden. Als Elke später noch einen Zettel findet mit einer ähnlichen Bemerkung, die offensichtlich von Gregor geschrieben wurde, verspürt sie den Reiz, tatsächlich in einem Jahr einen neuen Besuch zu planen.
Als Elke im Juni 1972 wieder zu Besuch ist, zeigt ihr Gregor vom ersten Moment an deutlich, dass er an einer Affäre mit ihr interessiert ist. Sie erzählt Juliane davon, die aber eher amüsiert als ablehnend reagiert und deutlich zeigt, dass sie Elke decken und dafür sorgen würde, dass ihr Mann – schließlich Bruder von Elkes Ehemann – davon nichts mitbekommen würde. Daraus wird eine dauerhafte Affäre mit jährlichen Treffen im Juni in der DDR oder in Prag, die auch von Frank unterstützt wird, nachdem Juliane ihn eingeweiht hat.
Ihre Liebesgeschichte wird von den gesellschaftlichen Umwälzungen in den beiden deutschen Staaten begleitet. Elke eröffnet ihm, dass sie für ihn bereit wäre, ihren Mann zu verlassen. Umso bestürzter ist sie, als er sich beim ersten Treffen nach dem Fall der Mauer von ihr verabschiedet, da seine Frau und er nach Kanada auswandern werden, um die jahrzehntelangen Freiheitsträume ihrer DDR-Zeit zu verwirklichen.
Vier Jahre später treffen sich die beiden wieder. Elke ist inzwischen Witwe und Gregor wurde in Kanada von seiner Frau für einen anderen Mann verlassen, was mit ein Grund für ihn war, nach Hause zurückzukehren. Elke deutet ihm gegenüber an, eine andere Bekanntschaft zu haben, und macht einen Treffpunkt für das nächste Jahr aus. So deutet sich an, dass das Liebespaar auch nach dem Fall der Mauer und dem Verlust der Ehepartner nicht zusammenfindet und es bei den jährlichen Treffen bleibt.
Schließlich erfährt Gregor durch die Stasi-Unterlagenbehörde, dass die Affäre zwischen ihm und Elke durch seinen Freund Frank bespitzelt wurde. Ob dieser das Verhältnis damit beschützte, wie von ihm behauptet, bleibt offen. Gregor ist sich aber bewusst, dass ihm die Stasi nie Probleme bereitet hatte, was er bei einer Bespitzelung eigentlich erwartet hätte.

## Hintergrund
Der Handlungsaufbau gleicht dem der erfolgreichen US-Filmkomödie Nächstes Jahr, selbe Zeit aus dem Jahr 1978.
Der Film wurde vom 14. August 2012 bis zum 14. September 2012 gedreht.

## Kritiken
„Im Gegensatz zum Rahmen ist die Liebesgeschichte allerdings scharf gezeichnet. Sie schafft es, den Zuschauer zu berühren und mit auf die lange Zeitreise zu nehmen. Katharina Wackernagel ist jederzeit glaubhaft: ob mit Mitte 20 oder später, Jahre nach der Wende, als reife Frau. Und Peter Schneider (Die Summe meiner einzelnen Teile) ist als zupackender Tischler aus dem Osten eine Sensation. Die beiden geben Gregor und Elke jene Wucht und Lebensnähe, die der Rest des Films vermissen lässt.“

„Katharina Wackernagel bedient hier nur auf den ersten Blick ihre häufige ‚Seelchen‘-Rolle. So nuanciert und mit so zurückgenommenen Augenspiel (sie muss ‚nur‘ ihr charismatisches Strahlen einsetzen) sah man die Schauspielerin lange nicht. Und Arthaus-Gesicht Peter Schneider wird nach dieser Arte/MDR-Koproduktion und dem RB-‚Tatort – Er wird töten‘ verstärkt fürs Fernsehen zu entdecken sein.“

„Der wohl schönste Film zum Tag der Deutschen Einheit … Wir lieben uns, weil wir uns immer wieder trennen und nur selten sehen – die starke ARD-Produktion ‚Jedes Jahr im Juni‘ hält ihre Idee bis zu einem konsequenten Ende durch.“

„Schon von der Anlage her hat der Film folglich gar keine Chance auf eine glaubwürdige dynamische Entwicklung, sondern zeigt sich als sprödes Gefüge von Drehbuchideen, die auf allzu bemühte Weise in eine Liebesgeschichte mit schmonzettenhaften Zügen gekleidet wurden.“